# Sewen
Sewen település Franciaországban, Haut-Rhin megyében. Lakosainak száma 488 fő (2022. január 1.). Sewen Oberbruck, Dolleren, Saint-Maurice-sur-Moselle, Lepuix és Riervescemont községekkel határos.

## Népesség
A település népessége az elmúlt években az alábbi módon változott:
| Lakosok száma | 517  | 506  | 510  | 501  | 499  | 498  | 498  | 493  | 488  |
|               | 2013 | 2015 | 2016 | 2017 | 2018 | 2019 | 2020 | 2021 | 2022 |